# Jacques Noël
Jacques Noël (Parigi, 6 aprile 1920 – Caen, 7 ottobre 2004) è stato uno schermidore francese, vincitore di una medaglia d'oro nella scherma ai giochi olimpici.